# ماركوس بينتو
ماركوس بينتو (بالإسبانية: Marcos Pinto)‏ (25 يناير 1994 بفورموزا في الأرجنتين - ) هو لاعب كرة قدم أرجنتيني في مركز الدفاع. لعب مع نادي لانوس وسان مارتين دي سان خوان.

## وصلات خارجية
- ماركوس بينتو على موقع قاعدة بيانات كرة القدم.إي يو (الإنجليزية)
- ماركوس بينتو على موقع Soccerway.com (الإنجليزية)
- ماركوس بينتو على موقع عالم كرة القدم.نت (الإنجليزية)